# Echinoderes truncatus
Echinoderes truncatus är en djurart som tillhör fylumet pansarmaskar, och som beskrevs av Higgins 1983. Echinoderes truncatus ingår i släktet Echinoderes och familjen Echinoderidae. Inga underarter finns listade i Catalogue of Life.